# Hemicephalis alesa
Hemicephalis alesa là một loài bướm đêm trong họ Noctuidae.